# Glomus lamellosum
Glomus lamellosum är en svampart som beskrevs av Dalpé, Koske & Tews 1992. Glomus lamellosum ingår i släktet Glomus och familjen Glomeraceae.   Inga underarter finns listade i Catalogue of Life.